# Maestro Piero
Maestro Piero (tudi Magister Piero, Piero), italijanski skladatelj, * pred 1300, † po letu 1350.
Piero je bil srednjeveški skladatelj, eden prvih skladateljev italijanskega obdobja trecento. Najbolj je poznan po svojih madrigalih.

## Življenje
Razen podrobnosti, ki jih lahko izluščimo iz notnih zapisov (najverjetneje vsebujejo tudi portret samega skladatlja), je o njegovem živeljenju malo znanega. Na bolonjski ilustraciji iz prve polovice 14. stoletja je prikazan kot 50-60 let star mož, zato je verjetno rojen pred letom 1300. Za razliko od mnogih skladateljev trecenta ni bil florentinec, ker se ne pojavlja v kroniki Filippa Villanija, ki vsebuje vse tamkajšnje aktivne glasbenike 14. stoletja. Možno je, da je bil Piero doma v Assisiju, znano pa je, da je potoval v Milano in Verono ter služboval pri družinah Visconti in della Scala. Obstaja možnost, da je v Padovi služboval pri Antoniu della Scala skupaj s skladateljem Giovannijem da Cascia (Giovanni da Firenze), preden je odšel v Verono. V tem obdobju je sodeloval tudi s skladateljem Jacopom iz Bologne. Ti trije skladatelji so med seboj tekmovali v izdelavi enakega madrigalnega besedila in učinkoviti izdelavi madrigalnega ciklusa: datum tega tekmovanja je bil leta 1349 ali kasneje, vsekakot pa ob koncu Pierovega življenja. Po letu 1351 ni nobene sledi o delovanju Piera ali Giovannija iz Cascie; eden ali oba skladatelja sta morda umrla v epidemiji kuge, ki je tedaj razsajala v severni Italiji.

## Glasba in vplivi
Do danes se je ohranilo osem Pierovih skladb, dodatni dve cacciista mu pripisani zaradi stilnih podobnosti. Vseh osem skladb je posvetnih: 6 madrigalov in 2 caccii, vse so bile ohranjene v knjižnici Biblioteca Nazionale v Firencah. Dve deli sta ohranjeni tudi v kodeksu Rossi.
V Pierovih madrigalih najdemo najzgodnejše oblike kanona. Madrigali so dvoglasni, 2 caccii pa sta triglasni. Njegovo delo se razlikuje od dela sodobnikov zaradi pogoste uporabe kanona, posebno v ritornello pasažah njegovih madrigalov. 

## Dela

### Dvoglasni madrigali in caccia-madrigala
1. All'ombra d'un perlaro
2. Cavalcando con un giòvine
3. Ogni diletto
4. Quando l'àire comença
5. Sì com'al canto
6. Sovra un fiume regale

### Caccie (troglasje)
1. Con brachi assai
2. Con dolce brama